# Донецкая армия (РККА)
Донецкая армия — оперативное формирование (армия), созданное в 1918 году для защиты Донецко-Криворожской Советской Республики от немецких и австро-венгерских войск, вступивших на её территорию по приглашению руководства УНР. 
Донецкая армия была создана на базе Красной Гвардии Донбасса постановлением Всероссийской коллегией по организации и управлению Рабоче-Крестьянской Красной Армии. Численность объединения — около 8,5 тыс. человек.

## История
27 февраля СНК ДКР постановил приступить к полной мобилизации военных сил Республики, выпустив Декрет «Революция в опасности!». Центральный штаб Красной гвардии Донбасса был переименован в Центроштаб Красной Армии в Донбассе с расположением в Юзовке. 4 марта был создан Чрезвычайный штаб обороны ДКР во главе с военным наркомом М. Рухимовичем. Началась формирование добровольческой Красной Армии Донбасса. Вскоре в её состав влилась бывшая 8-я армия Румынского фронта и командарм-8 А. И. Геккер стал командующим Донецкой Красной армии.
16 марта 1918 года Совнарком ДКР издал «Декрет военных действий», где объявил о «вступлении республики в Южнорусский военный союз в целях совместной борьбы с германской оккупацией» (имелось в виду объединение всех советских государственных образований на территории Украины в единую Украинскую Советскую Республику). 27 марта, для обороны Донбасса от германских интервентов, командующий советскими войсками Юга России В. А. Антонов-Овсеенко издал приказ о формировании Донецкой армии. Первоначально она обороняла Северо-Донецкую железную дорогу, с середины апреля занимала оборону по линии посёлок Боровой — река Оскол — река Северский Донец — Яремович, с 18 апреля — в районе Изюма. К концу месяца вела бои против немецких войск в районе Луганск — Родаково совместно с 5-й армией Украинской советской республики под командованием краскома К. Е. Ворошилова, в состав которой и была введена в конце апреля.

## Состав
- Добровольцы из донецких шахтёров и рабочих;
- Части 8-й армии (до этого сражавшиеся в Румынии под руководством А. А. Брусилова).

## Командующие
- А. И. Геккер (с 27 марта)
- П. И. Баранов (с 7 апреля)
- А. С. Круссер (с 20 апреля)